# Antoine Peccot
Pour les articles homonymes, voir Peccot.
Pour les autres membres de la famille, voir Famille Peccot.
Antoine Peccot est un administrateur public et homme de lettres français né le 29 décembre 1766 à Nantes et mort le 21 juillet 1814 à Saint-Aignan-de-Grandlieu.

## Biographie
Antoine Peccot est le neveu de Mathurin Crucy, ainsi que le frère des architectes Louis Peccot et Mathurin-Michel Peccot, et l'oncle de Fanny Peccot.
Après ses études de droit à Rennes, il devient administrateur du département de la Loire-Inférieure en 1792.
Suspect, il fait partie des 132 nantais. Après son retour à Nantes, par la suite du 9 thermidor, il s'active à prouver la culpabilité de Carrier et transmet les preuves écrites de plusieurs assassinats qu'avait fait exécuter Carrier.
Nommé administrateur du district de Nantes, puis membre du jury de l'Instruction publique et du Conseil général de la Loire-Inférieure, il effectue dans ces fonctions plusieurs voyages à Paris pour représenter les intérêts du département.
Littérateur, il prend part à la fondation de la Société académique de Nantes et de Loire-Inférieure en 1798.
Il devient commissaire du gouvernement près la Monnaie de Nantes sous le Consulat, puis sous l'Empire.
Sa fille, Julie Anne, eut une relation avec Richard Wallace, dont elle eut enfant, Claude-Antoine Peccot.

## Œuvres
- Les puériles aventures de Nicolas Riant
- Chapitres en vers (1832)

## Sources
- « Peccot (Antoine) », dans Biographie universelle, de Louis Gabriel Michaud (1842)
- « Peccot (Antoine) », dans La France littéraire, ou Dictionnaire bibliographique des savants, historiens et gens de lettres de la France: ainsi que des littérateurs étrangers qui ont écrit en français, plus particulièrement pendant les XVIIIe et XIXe siècles, de Joseph-Marie Quérard (1835)
- Nantes au XIXe siècle : statistique topographique, industrielle et morale, d'Ange Guépin et de Eugène Charles Bonamy
- Émilien Maillard, Nantes et le département au XIXe siècle : littérateurs, savants, musiciens, & hommes distingués, 1891.

## Liens